# Saint-Georges-de-la-Rivière
Saint-Georges-de-la-Rivière – miejscowość i gmina we Francji, w regionie Normandia, w departamencie Manche.
Według danych na rok 1990 gminę zamieszkiwały 183 osoby, a gęstość zaludnienia wynosiła 48 osób/km² (wśród 1815 gmin Dolnej Normandii Saint-Georges-de-la-Rivière plasuje się na 703. miejscu pod względem liczby ludności, natomiast pod względem powierzchni na miejscu 982.).